# Útigönguhöfði (kulle i Island, lat 63,67, long -19,46)
Útigönguhöfði är en kulle i republiken Island. Den ligger i regionen Suðurland, 130 km öster om huvudstaden Reykjavík. Toppen på Útigönguhöfði är 805 meter över havet, eller 247 meter över den omgivande terrängen. Bredden vid basen är 1,3 km.
Trakten runt Útigönguhöfði är nära nog obefolkad, med mindre än två invånare per kvadratkilometer.